# Парусные фрегаты типа «Спешный»
Па́русные фрега́ты ти́па «Спе́шный» — самая крупная серия русских парусных фрегатов 44-пушечного ранга (34 единицы). Головной корабль был построен в 1801 году корабельным мастером Гавриилом Игнатьевым на Соломбальской верфи. Проект корабля, пропорции корпуса оказались настолько удачными, что по его чертежам на верфях Архангельска и Санкт-Петербурга с 1801 по 1844 год было построено ещё 33 фрегата одинаковых типоразмеров.

## Базовые (проектные) характеристики
- Водоизмещение: около 1950 тонн[1];
- Длина корабля по верхней палубе: 48,6 метров[1];
- Ширина корабля по мидель-шпангоуту: 12,7 метров[1];
- Осадка: 3,9 метров[1];
- Орудийный калибр: 24 фунта (по штату согласно ранга)[1][2][3];
- Количество орудий: от 44 (согласно ранга) до 63[1];
- Экипаж: от 340 до 430 человек[1].

Примечания:
- при изготовлении некоторых кораблей серии были допущены малозначительные изменения размеров корпуса;
- тип и количество орудий регулировались «Положением 1805 г.» («Об артиллерийском вооружении кораблей»)[2][3]:

Въ 1803 г., на основаніи опытовъ, доказавшихъ преимущество короткихъ пушекъ надъ длинными, начали отливать пушки «по шведской пропорціи». Въ 1805 г. б. издано «положеніе», опредѣлявшее родъ и калибръ орудій для разнаго типа судовъ: для кораблей положены 36-фнт. пушки и 24-фнт. каронады, для фрегатовъ — 24-фнт. пушки, для бриговъ и люгеровъ — только каронады и наконецъ, для бомбардирскихъ судовъ 5-пуд. мортиры и 3-пуд. гаубицы.— Военная энциклопедия, 1911—1914. АРТИЛЛЕРІЯ МОРСКАЯ. Историческій очеркъ.

## Интересные факты
- Первенец серии — фрегат «Спешный» — в 1807 году был пленён в Англии без единого выстрела в связи с началом Англо-русской войны[4].
- При спуске на воду фрегата «Патрикий» (1819) лично присутствовал император Александр I[1].
- Названия некоторых фрегатов серии в разное время повторялись дважды: «Константин» (1824 и 1844 гг.), «Меркурий» (1815 и 1820 гг.) и «Патрикий» (1816 и 1819 гг.)[1].
- После разборки в 1845 г. фрегата «Александра», его набор был повторно использован для строительства шхуны «Опыт» (1847)[1].
- Фрегат «Княгиня Лович» назван в честь Иоанны (Жанетты) Грудзинской, второй жены великого князя Константина Павловича[1].
- Фрегат «Принц Оранский» назван в честь принца Оранского, командовавшего нидерландскими войсками в битве при Ватерлоо. Принц был женат на сестре императора Александра I Анне Павловне. После восшествия на престол Нидерландов принца Оранского (в 1840 г.) под именем Виллем II, фрегат был переименован в «Король Нидерландский» (в 1841 г.)[1].
- Фрегат «Венус» назван в честь одноимённого шведского фрегата, взятого в плен 21 мая 1789 года катером «Меркурий», прослужившего затем в российском флоте 19 лет и участвовавшего в пяти войнах[1].

## Список парусных фрегатов типа «Спешный»
| Название корабля, число орудий                                   | Дата начала строительства / дата спуска на воду | Дата, место и причина вывода из состава флота                       | Верфь                  | Мастер, руководивший постройкой | Флот          | Командиры |
| ---------------------------------------------------------------- | ----------------------------------------------- | ------------------------------------------------------------------- | ---------------------- | ------------------------------- | ------------- | --- |
| «Спешный», 50 орудий                                             | 10 марта 1800 г. / 29 августа 1801 г.           | 20 ноября 1807 г. арестован в Портсмуте (Великобритания)            | Соломбальская верфь    | Г. Игнатьев                     | БФ            | В. Кровве (1803), Н. Г. Ховрин (1804—1807) |
| «Аргус», 50 орудий                                               | 30 июня 1806 г. / 1 июня 1807 г.                | 22 октября 1808 г. сел на мель, 25 октября 1808 года разбит волнами | Соломбальская верфь    | А. М. Курочкин                  | БФ            | Н. Д. Ахматов (1807), А. А. Чеглоков (1808) |
| «Быстрый», 50 орудий                                             | 16 декабря 1805 г. / 1 июня 1807 г.             | разобран в 1827 г. в Кронштадте                                     | Соломбальская верфь    | А. М. Курочкин                  | БФ            | Ф. И. Цац (1807), В. И. Терновский (1808—1809), Д. А. Дурново (1810—1811), Г. И. Невельской (1812—1814), А. Ф. Северюков (1820—1821), Г. И. Платер (1822), А. И. Василевский (1823—1825)                                                                                     |
| «Меркурий», 44 орудия                                            | 14 марта 1814 г. / 13 июля 1815 г.              | в 1818 г. продан испанскому правительству                           | Охтенская верфь        | В. Ф. Стокке                    | БФ            | П. Ф. Качалов (с 1816—VI.1817), Г. И. Невельской (с VI.1817—1818) |
| «Патрикий», 44 орудия                                            | 30 января 1814 г. / 21 июня 1816 г.             | в 1818 г. продан испанскому правительству                           | Соломбальская верфь    | А. М. Курочкин                  | БФ            | С. В. Завязкин (1816), Ф. В. Кандлер (до VI.1817), И. С. Тулубьев (VI.1817—1818) |
| «Лёгкий», 44 орудия                                              | 24 февраля 1815 г. / 16 августа 1816 г.         | в 1818 г. продан испанскому правительству                           | Охтенская верфь        | В. Ф. Стокке                    | БФ            | Д. А. Богданов (1818). |
| «Патрикий», 44 орудия                                            | 18 февраля 1818 г. / 31 июля 1819 г.            | разобран в 1827 г. в Кронштадте                                     | Соломбальская верфь    | А. М. Курочкин                  | БФ            | И. Г. Бачманов (1819—1820), П. А. Караулов (1823), Г. И. Платер (1825), П. И. Тыртов (1826) |
| «Меркурий», 44 орудия                                            | 31 июля 1819 г. / 31 мая 1820 г.                | разобран в 1829 г. в Кронштадте                                     | Соломбальская верфь    | А. М. Курочкин                  | БФ            | Д. Бутлер (1820), Л. Ф. Богданович (1823—1824), М. М. Кишкин (1827), А. Р. Адамс (1828) |
| «Проворный», 48 орудий                                           | 29 января 1820 г. / 21 октября 1820 г.          | разобран в 1831 г. в Кронштадте                                     | Охтенская верфь        | В. Ф. Стокке                    | БФ            | А. Е. Титов (1823), Н. Г. Казин (1824), И. П. Епанчин (1826—31.I.1828), О. Т. Готовцев (с 31.I.1828) |
| «Вестовой», 44 орудия                                            | 1821 г. / 12 мая 1822 г.                        | 3 июля 1827 г. сел на мель, 6 июля 1827 г. разбит волнами           | Соломбальская верфь    | А. М. Курочкин                  | БФ            | Г. П. Борисов (1822), А. И. Тихменев (1823—1824), Е. Е. Куличкин (1825), П. А. Дохтуров (1826), П. Б. Домогацкий (1827) |
| «Константин», 48 орудий                                          | 18 июля 1823 г. / 27 мая 1824 г.                | разобран в 1848 г.                                                  | Соломбальская верфь    | А. М. Курочкин                  | БФ            | Г. И. Казин (1824), С. П. Хрущов [Хрущев] (1826—XI.1828), П. М. Баранов (XI.1828—1830), Н. Н. Венюков (1832—1835) |
| «Александра», 54 орудия                                          | 15 июля 1826 г. / 21 мая 1827 г.                | разобран в 1845 г.                                                  | Соломбальская верфь    | В. А. Ершов                     | БФ            | барон Е. А. Шлипенбах (1827—1829), Р. П. Бойль [Боиль] (1830), П. П. Ремберг (1832—1836), П. С. Лутковский (1837—1839), Д. И. Кемецкий (1840) |
| «Мария», 54 орудия                                               | 15 июля 1826 г. / 21 мая 1827 г.                | в 1847 г. переоборудован в магазин в Кронштадте                     | Соломбальская верфь    | В. А. Ершов                     | БФ            | П. Д. Ишкарин (1827—1830), Л. Я. Карпов (1831), П. М. Трескин (1834—1836), М. Н. Аболешев (1837—1839), князь Н. А. Мышецкий (1840—1841), А. Т. Александровский (1842), Н. Н. Карякин (1843)                                                                                  |
| «Ольга», 54 орудия                                               | 15 июля 1826 г. / 21 мая 1827 г.                | разобран в 1849 г.                                                  | Соломбальская верфь    | В. А. Ершов                     | БФ            | А. П. Лазарев (1827), А. Ф. Северюков (1828—1830), П. Н. Лугвенев (1831—1834), И. Г. Трамбицкий (1836—1838), В. П. Небольсин (1839), Н. П. Потулов (1840), А. А. Бахтин (1842—1846)                                                                                          |
| «Княгиня Лович», 54 орудия                                       | 1 декабря 1827 г. / 26 мая 1828 г.              | в 1837 г. переоборудован в блокшив в Николаеве                      | Главное адмиралтейство | В. Ф. Стокке                    | БФ, ЧФ (1833) | В. Ф. Болговской (1828—1833), П. И. Баласогло [Балосогло] (1834—1835) |
| «Елисавета», 63 орудия                                           | 15 января 1828 г. / 18 августа 1828 г.          | в 1838 г. переоборудован в магазин в Кронштадте                     | Главное адмиралтейство | К. А. Глазырин                  | БФ            | барон Ф. П. Врангель (1828), П. Е. Чистяков (1829—1831), Л. Я. Карпов (1832—1833), М. Н. Аболешев (1835—1836) |
| «Екатерина», 56 орудий                                           | 5 декабря 1827 г. / 10 сентября 1828 г.         | разобран в 1854 г.                                                  | Новое адмиралтейство   | Я. А. Колодкин                  | БФ            | барон Р. Н. Левендаль (1829), В. И. Румянцев (1830—1831), П. Ф. Анжу (1832), Я. А. Шихманов (1833—1834), барон П. К. Розен (1840—1841), Б. А. Глазенап (1843), Р. А. Адамс (1844—1845), Е. Н. Броун (1847), Л. А. Бубнов (1848), И. В. Харитонов (1850)                      |
| «Анна», 54 орудия                                                | 29 сентября 1828 г. / 19 мая 1829 г.            | в 1838 г. переоборудован в блокшив                                  | Охтенская верфь        | В. Ф. Стокке                    | БФ, ЧФ (1833) | князь М. П. Шаховской (1829), А. И. Селиванов (1830—1833), П. М. Вукотич (1834), П. И. Камараш (1835—1838) |
| «Принц Оранский» (с 1841 г. — «Король Нидерландский»), 54 орудия | 18 октября 1828 г. / 13 июля 1829 г.            | разобран в 1858 г. в Кронштадте                                     | Главное адмиралтейство | К. А. Глазырин                  | БФ            | П. Н. Юрьев (1829—1832), Н. Н. Макаров (1834—VI.1835), Я. А. Шихманов (VI.1835—1836), Ф. С. Лутковский (1837), В. Д. Шишмарев (1839—1842), А. Т. Александровский (1843), И. А. Кудрявой (1846—1847), С. П. Бочечкаров (1850—1852), Н. А. Стеценко [Стеценков] (1854)         |
| «Нева», 54 орудия                                                | 18 октября 1828 г. / 7 августа 1829 г.          | в 1837 г. переоборудован в магазин                                  | Новое адмиралтейство   | Я. А. Колодкин                  | БФ            | A. M. Мансветов (1829—1831), Д. В. Никольской (1832—1833), А. А. Иванов (1834), A. M. Трескин (1836), В. П. Небольсин (1837) |
| «Венус» (при закладке — «Скорый»), 62 орудия                     | 24 августа 1828 г. / 19 сентября 1829 г.        | разобран в 1852 г.                                                  | Соломбальская верфь    | В. А. Ершов                     | БФ            | А. Ф. Рейнеке (1830—1836), Н. Б. Никонов (1840—1842), П. П. Волоцкой (1843), А. И. Барташевич (1844—1846), А. А. Бахтин (1847) |
| «Беллона», 54 орудия                                             | 21 ноября 1829 г. / 16 мая 1830 г.              | в 1837 г. переоборудован в магазин                                  | Охтенская верфь        | В. Ф. Стокке                    | БФ            | А. Н. Колюбакин (1830—1831), граф Л. Л. Гейден (1832—1834), С. И. Мофет (1835—1836) |
| «Юнона», 54 орудия                                               | 12 октября 1829 г. / 13 июня 1830 г.            | в 1845 г. переоборудован в магазин                                  | Главное адмиралтейство | К. А. Глазырин                  | БФ            | О. Т. Готовцев (1830), Н. Н. Назимов (1831—1835), князь Н. А. Мышецкий (1837—1839) |
| «Помона», 54 орудия                                              | 12 октября 1829 г. / 24 июня 1830 г.            | разобран в 1848 г.                                                  | Главное адмиралтейство | К. А. Глазырин                  | БФ            | Н. Н. Потёмкин (1830—1835), А. С. Стодольский (1836), А. А. Юнкер (1837—1838) |
| «Церера», 54 орудия                                              | 12 октября 1829 г. / 7 июля 1830 г.             | в 1859 г. продан на слом в Кронштадте                               | Новое адмиралтейство   | Я. А. Колодкин                  | БФ            | А. Н. Бровцын (1830—1833), И. И. Розенмейер (1835—1838), П. И. Геринг (1839—1843), Д. П. Неелов (1846), И. Р. Тобизин (1847—1849), П. А. Родионов (1850), А. Я. Тишевский (1851—1853), Н. А. Стеценко [Стеценков] (1855)                                                     |
| «Кастор», 52 орудия                                              | 27 сентября 1830 г. / 21 мая 1831 г.            | разобран в 1865 г. в Кронштадте                                     | Соломбальская верфь    | В. А. Ершов                     | БФ            | М. Н. Станюкович (1832), П. А. Чекин (1833—1834), А. К. Леонтович (1835), Л. Л. Князев (1837—1841), А. А. Бровцын (1842—1843), В. К. Поплонский (1854), П. И. Гаврино (1855—IX.1856), И. П. Панафидин (X.1856—1857), В. А. Римский-Корсаков (1861), Я. М. Дрешер (1862—1863) |
| «Амфитрида», 52 орудия                                           | 31 августа 1831 г. / 17 мая 1832 г.             | в 1859 г. затоплен на Северном фарватере Кронштадта                 | Соломбальская верфь    | В. А. Ершов                     | БФ            | Н. И. Кошелев (1832—1833), Ф. Ф. Матюшкин (1834), П. П. Тыринов (1837—1839), B. C. Хромченко (1841), Д. П. Стеновой (1842—1843), П. А. Родионов (1853—1854), Ф. Г. Стааль (1855—1856)                                                                                        |
| «Прозерпина», 56 орудий                                          | 10 октября 1831 г. / 31 августа 1832 г.         | разобран в 1855 г.                                                  | Главное адмиралтейство | К. А. Глазырин, И. А. Амосов    | БФ            | П. А. Караулов (1832), Ф. И. Кутыгин (1833—1835), А. В. Щулепников [Шулепников] (1836), П. И. Геринг (1837), Ф. М. Воейков (1838—1839), А. Е. Фриш (1841—1848), С. А. Баранов (1849)                                                                                         |
| «Диана», 56 орудий                                               | 3 декабря 1832 г. / 24 августа 1833 г.          | разобран в 1854 г.                                                  | Главное адмиралтейство | К. А. Глазырин                  | БФ            | князь И. П. Кекуатов (1833), Н. М. Кропотов (1834—1835), П. А. Наумов (1836—1839), А. С. Бровцын (1840—1845), Д. Д. Шишмарев (1846—1847), А. С. Есаулов (1849) |
| «Аврора», 56 орудий                                              | 23 ноября 1833 г. / 27 июля 1835 г.             | 8 апреля 1861 г. продан на слом                                     | Охтенская верфь        | И. А. Амосов                    | БФ            | В. И. Румянцев (1835—1836), С. И. Мофет (1837—1843), Н. Г. Котельников (1844—1845), П. Я. Семиков (1849), А. Л. Токмачев (1852—VIII.1853), И. Н. Изыльметьев (VIII.1853 по 1855), М. П. Тироль (1856—1857)                                                                   |
| «Мельпомена», 52 орудия                                          | 22 сентября 1834 г. / 29 апреля 1836 г.         | (?)                                                                 | Соломбальская верфь    | В. А. Ершов                     | БФ            | П. М. Муравьёв (1836—1838), А. Л. Юнкер (1839), В. Б. Струкгоф (1840—1841), Е. А. Беренс (1842—1844), Д. И. Кузнецов (1846—1848), А. К. Шеле (1849) |
| «Цесаревич» (при закладке — «Елисавета»), 58 орудий              | 24 марта 1838 г. / 30 апреля 1841 г.            | в 1858 г. переоборудован в магазин в Гельсингфорсе                  | Главное адмиралтейство | М. Н. Гринвальд                 | БФ            | А. Л. Тиханович (1841), Н. Н. Карякин (1844), В. Ф. Ирецкий (1847—1848), Г. П. Хомотьяно (1850—1853), А. Л. Токмачев (1854—1855) |
| «Цесаревна» (при закладке — «Беллона»), 58 орудий                | 24 марта 1838 г. / 30 апреля 1841 г.            | разобран в 1858 г. в Кронштадте                                     | Главное адмиралтейство | М. Н. Гринвальд                 | БФ            | Е. А. Беренс (1841), В. А. Шпейер [Шпеер] (1842—1843), B. C. Нелидов (1844—1846), Н. П. Опочинин (1847—1849), В. А. Дуванов (1850—1853), В. Л. Илляшевич (1854) |
| «Константин», 58 орудий                                          | 1 сентября 1842 г. / 2 мая 1844 г.              | разобран в 1860 г. в Кронштадте                                     | Соломбальская верфь    | Ф. Т. Загуляев                  | БФ            | А. А. Шатилов (1843—1848), А. И. Борисов (1849), И. А. Нефнев (1850—1853), С. К. Любощинский (1854—1856) |

### Комментарии
1. ↑  После продажи и прибытия в Испанию в феврале 1818 года, «Патрикий» первой постройки получил в испанском флоте имя «Мария Изабелла» (María Isabel) в честь тогдашней королевы Испании Марии Изабеллы Португальской. Во время чилийской войны за независимость в октябре 1818 года фрегат был захвачен чилийским флотом в заливе Консепсьон, после чего переименован в честь Бернардо О’Хиггинса.